# ふれあいセンター久喜

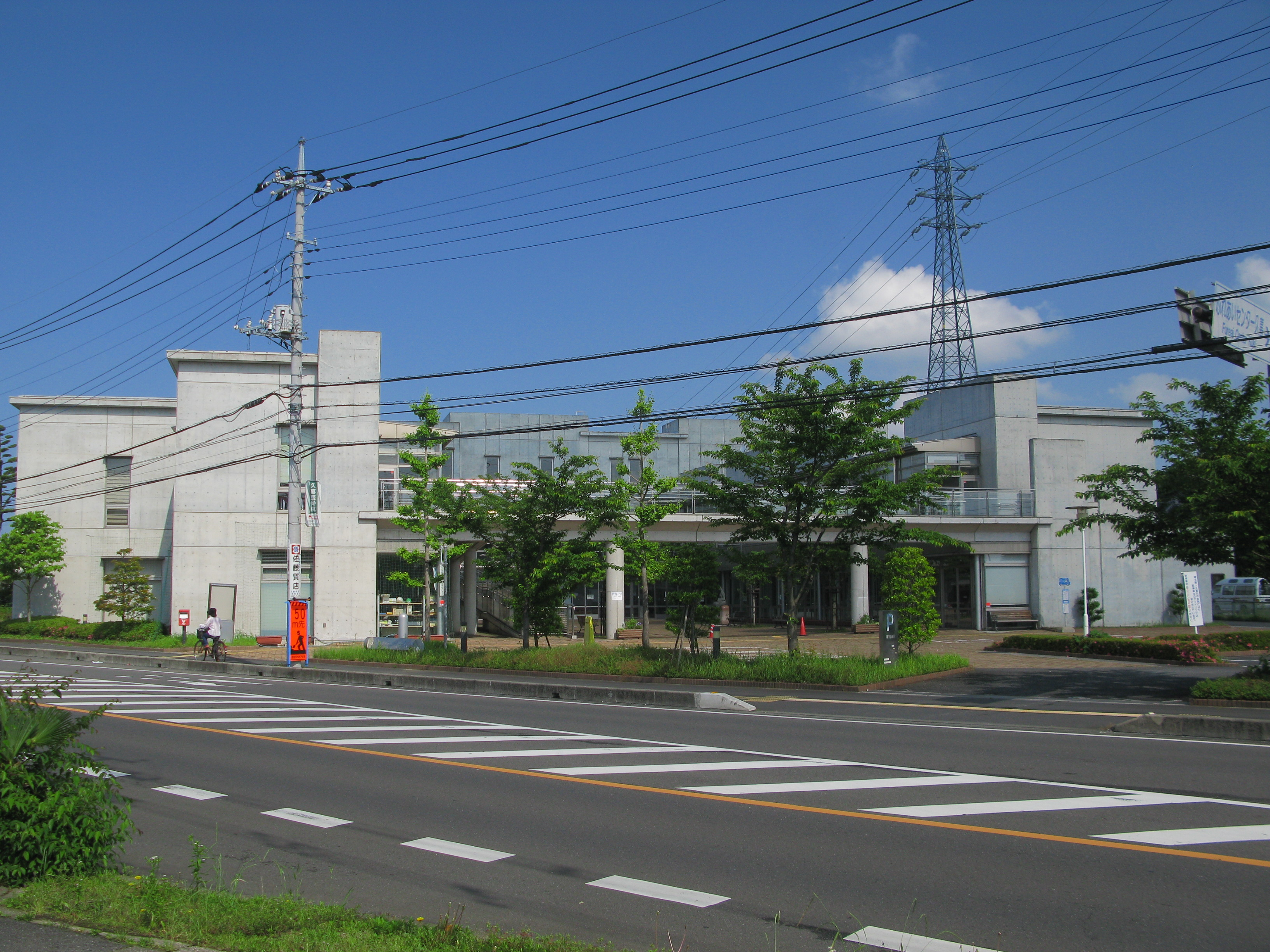
ふれあいセンター久喜（2012年5月）

ふれあいセンター久喜（ふれあいセンターくき）は、埼玉県久喜市青毛にある久喜市が設立・運営する施設である。

## 概要
1998年（平成10年） に久喜市により市内青毛に設置された。北側には青毛のハンノキ並木があり、西側には天王新堀が流れ、桜が川沿いに植樹されている。さらに太陽光発電システムが2003年1月より設置されている。市民用パソコンが2台設けられ、1台はWindows XP、もう1台はWindows 2000がインストールされていたが、2011年（平成23年）12月28日をもってこれらの市民用パソコンは廃止された。利用するには、パソコン利用券が必要であった。
久喜市役所の出張所が併設されており、市の証明書の発行事務を行っている。自動交付機による発行も可能。住所の異動や印鑑登録、戸籍の届出などは取り扱っていない。発行事務取扱時間：日曜日から金曜日まで（土、祝日及び12月28日～1月4日を除く）午前8時30分から午後5時15分、（日曜日は、12時から13時までを除く。）他にも埼葛北障害者就業・生活支援センター、久喜市障害者就労支援センター、社団法人久喜市シルバー人材センター 久喜事務所、二階に埼葛北障害者生活支援センター「きらら」が設置されている。

## 交通
- 久喜駅東口より朝日バス（のりば1）より「青葉団地循環」・[KU16]「幸手駅西口行き」に乗車、「県営住宅入口」下車すぐ（乗車、約10分）。運賃は190円。
- 久喜駅東口より久喜市内循環バスのりばにて「野久喜・吉羽循環」に乗車、「ふれあいセンター久喜」（乗車約14分）下車、徒歩約5分。運賃は100円。1日乗車券は200円。（市内循環バス　久喜市ホームページ）
- 幸手駅西口より朝日バス[KU16]「久喜駅東口行き」に乗車、「県営住宅入口」下車すぐ。（乗車、約9分）。運賃は210円。

## 周辺
- 護摩山常楽寺
- 五柱神社（青毛神社）
- 青毛のハンノキ並木
- 天王新堀
- 久喜市立青毛小学校
- 青毛歩道橋
- 青葉公園（青葉グラウンド）
- 県営住宅・久喜青葉団地
- 埼玉県道153号幸手久喜線